# AB Doradus
AB Doradus (AB Dor / HD 36705 / HIP 25647) es un sistema estelar que se encuentra a 48,7 años luz en la constelación austral de Dorado. La estrella principal es una estrella fulgurante, de ahí la denominación de variable «AB».
La estrella principal AB Doradus A, enana naranja de tipo espectral K2V, tiene una temperatura efectiva de 5100 ± 20 K.
Su luminosidad equivale al 43% de la luminosidad solar y su radio es un 16% más pequeño que el del Sol.
Gira sobre sí misma mucho más deprisa que el Sol, siendo su velocidad de rotación de al menos 53 km/s.
Su período de rotación es de solo 0,51 días.
Como consecuencia de esto, posee un intenso campo magnético.
Medidas precisas de la velocidad de rotación de la estrella en su ecuador han mostrado que dicha velocidad varía con el tiempo debido al efecto de dicho campo magnético.
Asimismo, presenta mayor número de manchas estelares que el Sol.
Con una masa de 0,91 masas solares, tiene una edad aproximada de 75 millones de años.
AB Doradus B es una enana roja a 135 UA de la componente A. AB Doradus C es una compañera muy próxima a la estrella principal, a solo 2,3 UA, con un período orbital de 11,75 años. Es una de las estrellas conocidas con menor masa —93 veces la masa de Júpiter—, muy cerca del límite de 75 - 80 veces la masa de Júpiter por debajo del cual se hubiera clasificado como una enana marrón. Su luminosidad es solo una milésima de la del Sol.
El sistema da nombre a la llamada asociación estelar de AB Doradus, compuesta por unas 30 estrellas que se mueven en la misma dirección y tienen una edad similar.
Otros miembros de esta asociación son AK Pictoris, PW Andromedae y LO Pegasi.